# Calanthosoma flavomaculatum
Calanthosoma flavomaculatum is een keversoort uit de familie schorsknaagkevers (Trogossitidae). De wetenschappelijke naam van de soort werd in 1876 gepubliceerd door Edmund Reitter.